# 85214 Sommersdorf
85214 Sommersdorf este o planetă minoră (asteroid), cu un diametru de 3,529 km, din centura de asteroizi. A fost descoperită pe 21 septembrie 1992 la Tautenburg de Freimut Börngen. 
Obiectul prezintă o orbită caracterizată de o semiaxă mare de 2,1691923165551 UAi, o excentricitate de 0,16, o înclinație de 3,4 ° în raport cu ecliptica.